# Route 95A (Colombie-Britannique)
La Route 95A, la Kimberley Highway, est une route alternative à la route 95 de 55 km (34 mi) qui passe par la ville de Kimberley et la communauté de Ta Ta Creek. La route a été créée en 1968 lorsque la route 95 a été réalignée du tracé actuel de la route 95A à celui passant dans la région de Fort Steele.

## Intersections majeures
| District régional     | Ville     | km                                                               | Destinations                                                  | Notes     |
| --------------------- | --------- | ---------------------------------------------------------------- | ------------------------------------------------------------- | --------- |
| East Kootenay         | Cranbrook | 0,00                                                             | BC-3 (Route Crowsnest) / BC-95 – Fernie, Cranbrook, Frontière | Échangeur |
| East Kootenay         |           | 8,39                                                             | Airport Access Road – Aéroport                                |           |
| East Kootenay         | 55,38     | BC-93 / BC-95 – Invermere, Radium Hot Springs, Wasa, Fort Steele | La BC-95A nord devient la BC-93 / BC-95 nord                  |           |
| - Transition de route |           |                                                                  |                                                               |           |

## Galerie

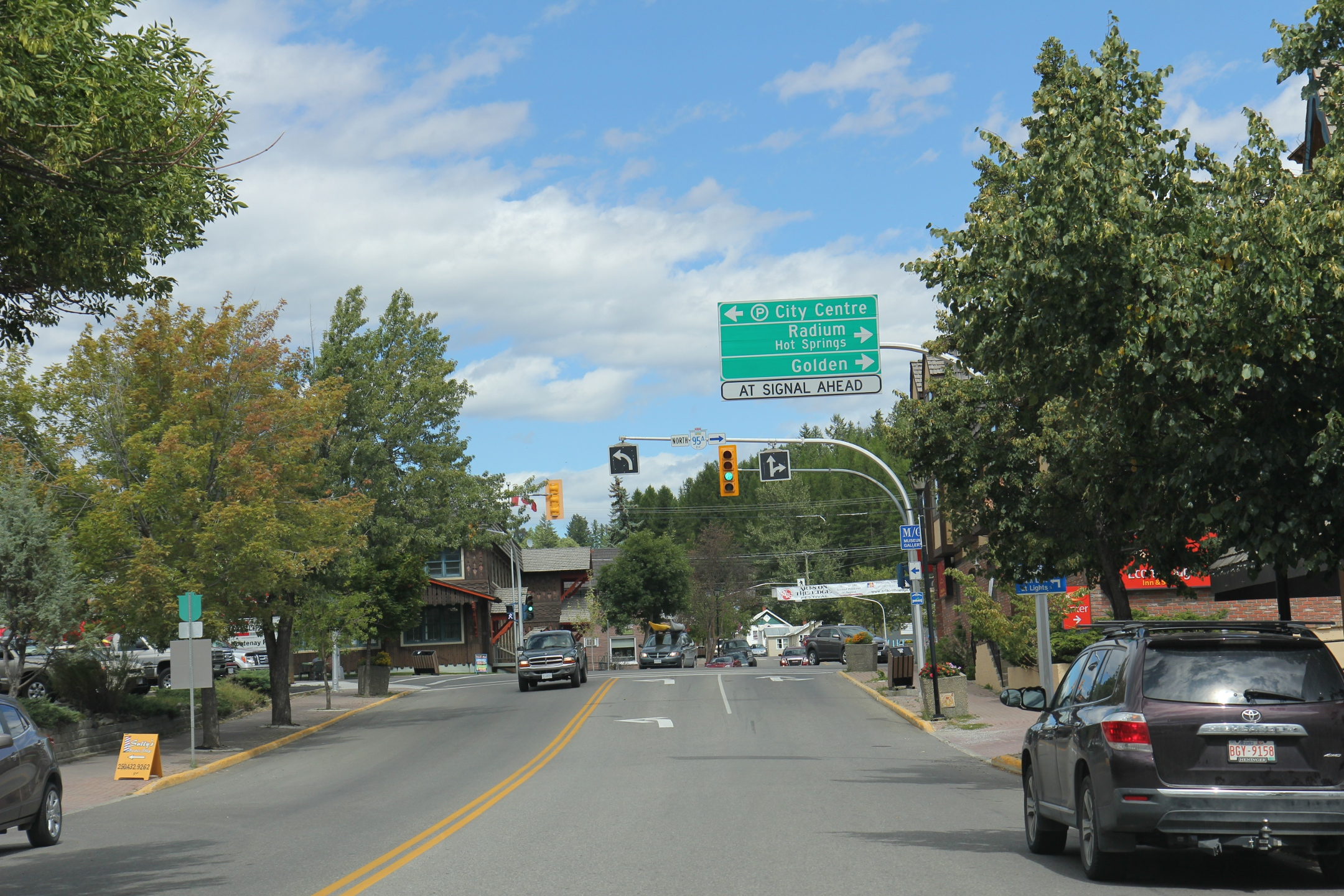
Route 95A au centre-ville de Kimberley.
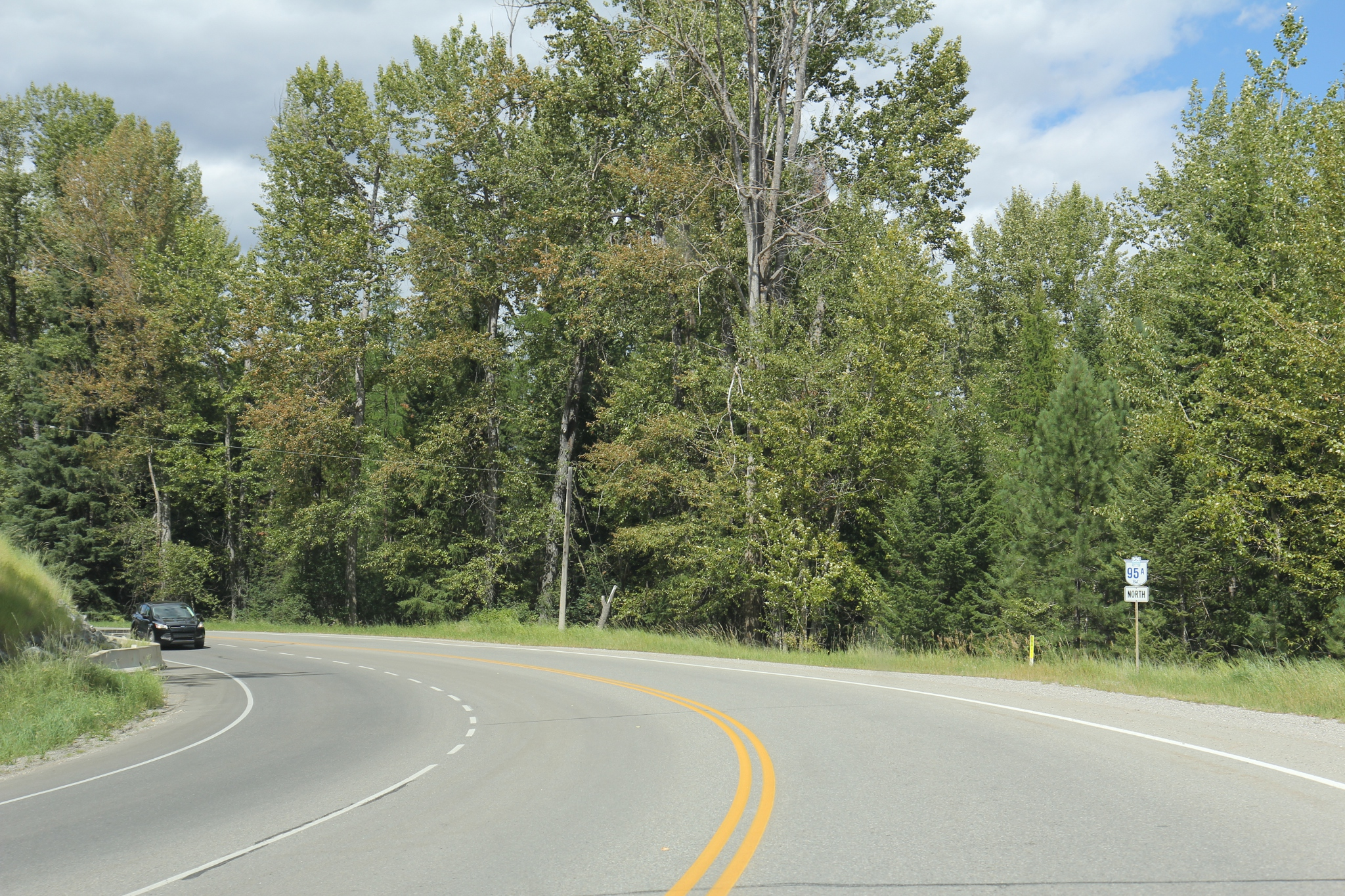
Courbe sur la route 95A.